# Aracaju Futebol Clube
O Aracaju Futebol Clube é um clube de futebol brasileiro da cidade de Aracaju . Foi fundado dia 1 de Dezembro de 2004 e suas cores são o verde e o branco. Manda seus jogos no Estádio Estadual Lourival Baptista, o Batistão.
Sua sede se localiza na Av. Pedro Valadares, 690, Sala 06, Garden Gallery.
É um clube que conta como presidente do conselheiro do clube o empresário e deputado estadual Fabiano Oliveira.

## História
O Aracaju Futebol Clube sagrou-se campeão sergipano Sub-17 2016, ao vencer o Nova Geração por 4 a 2. A partida foi realizada no estádio Irinaldo Carvalho, na cidade de Pirambu. Os gols da partida foram marcados por Eduardo, Walter (3), para o Aracaju, enquanto João (contra) e Emerson, marcaram os gols do Nova Geração.

## Presidentes
| Nome            | Período   |
| --------------- | --------- |
| Djalmyr Brandão | 2004-2007 |
| Halina França   | 2008-Hoje |

## Títulos

### Futebol
| CATEGORIA DE BASE | CATEGORIA DE BASE               | CATEGORIA DE BASE | CATEGORIA DE BASE |
|                   | Competição                      | Títulos           | Temporadas        |
| ----------------- | ------------------------------- | ----------------- | ----------------- |
| Sergipe           | Sergipão Sub-17                 | 1                 | (2016)            |
| Sergipe           | Torneio Sub 13 Batistão 40 anos | 1                 | (2009)            |
| Bahia             | Copa Rio Real Sub-18            | 1                 | (2017)            |
| Bahia             | Copa Rio Real Sub-16            | 1                 | (2017)            |

### Participações
|  | Participações em 2024 |

| Competição | Competição | Temporadas | Melhor campanha    | Estreia | Última | P | R |
| Sergipe    | Série A2   | 12         | 5º colocado (2014) | 2012    | 2024   | – | 1 |

### Últimas temporadas
Legenda:
| Campeão Vice-campeão | Rebaixado Acesso |

## Elenco do Aracaju em 2015
Última atualização: 8 de outubro de 2015
Legenda
- : Atual Capitão
- : Jogador suspenso.
- : Jogador contundido.
- + : Jogador não regularizado junto à CBF

## Escudo
| Evolução do escudo do Aracaju Futebol Clube | Evolução do escudo do Aracaju Futebol Clube | Evolução do escudo do Aracaju Futebol Clube | Evolução do escudo do Aracaju Futebol Clube | Evolução do escudo do Aracaju Futebol Clube | Evolução do escudo do Aracaju Futebol Clube | Evolução do escudo do Aracaju Futebol Clube | Evolução do escudo do Aracaju Futebol Clube |
| 2004-2013                                   | 2014-2021                                   | 2022 - Presente                             |                                             |                                             |                                             |                                             |                                             |
| ------------------------------------------- | ------------------------------------------- | ------------------------------------------- | ------------------------------------------- | ------------------------------------------- | ------------------------------------------- | ------------------------------------------- | ------------------------------------------- |